# 蛋捲 (實況主)
黃詩涵（1992年6月16日—），藝名蛋捲，是臺灣女性Twitch遊戲實況主，臺南市人，曾經是ahq電子競技俱樂部旗下《英雄聯盟》女子戰隊ahq Girls成員之一，2016年加入魔競娛樂成為旗下實況主，另有「靈魂歌姬」稱號，2019年5月31日宣布離開魔競娛樂。曾任巴哈姆特電玩資訊站《巴哈姆特電玩瘋》主持人。2023年1月12日在臉書公開腹部超音波照片宣布自己懷孕，並說明已在2021年與同樣曾經加入魔競娛樂的實況主「叉燒」史益豪登記結婚。

## 外部連結
- 蛋捲的Facebook專頁
- 蛋捲的Instagram帳戶